# Alphomelon phthorimaeae
Alphomelon phthorimaeae är en stekelart som först beskrevs av Muesebeck 1921.  Alphomelon phthorimaeae ingår i släktet Alphomelon och familjen bracksteklar. Inga underarter finns listade i Catalogue of Life.